# Городская электричка региона Рейн-Неккар
Городская электричка региона Рейн-Неккар (нем. S-Bahn Rhein-Neckar) — система пригородного-городского пассажирского железнодорожного сообщения региона Рейн-Неккар. Составляет основу пригородного железнодорожного пассажирского транспорта в регионе Рейн-Неккар. Центром системы S-Bahn является агломерация вокруг городов Мангейм, Гейдельберг и Людвигсхафен-на-Рейне.

Логотип S-Bahn Rhein-Neckar

В настоящее время движением управляет компания DB Regio Mitte. Ежегодно поезда преодолевают около 7,5 миллионов поездо-километров на маршрутной сети протяженностью около 440 километров в землях Рейнланд-Пфальц, Баден-Вюртемберг, Гессен и Саар.

## Маршруты и линии
Маршрутная сеть S-Bahn Rhein-Neckar — одна из крупнейших сетей S-Bahn в Германии, ее общая протяженность составляет около 440 километров. Основная часть линий находится в землях Баден-Вюртемберг, Рейнланд-Пфальц и Гессен. Движение поездов S-Bahn осуществляется по общим железнодорожным путям с остальными пассажирскими перевозками регионального и дальнего сообщения, а также с грузовыми перевозками.
| Линия | Маршрут                                               | Интервал (Пн-Пт)        | Интервал (Сб) | Интервал (Вс) | Дата открытия | Длина        | Количество станций | Время в пути |
| ----- | ----------------------------------------------------- | ----------------------- | ------------- | ------------- | ------------- | ------------ | ------------------ | ------------ |
| S 1   | Хомбург <> Остербуркен                                | 60 мин                  | 60 мин        | 60 мин        | 2003, 2006    | 200 км       | 56                 | 209 мин      |
| S 2   | Кайзерслаутерн <> Мосбах                              | 60 мин                  | 60 мин        | 60 мин        | 2003          | 137 км       | 39                 | 144 мин      |
| S 3   | Гермерсхайм <> Карлсруэ                               | 60 мин Час пик: 30 мин  | 60 мин        | 60 мин        | 2003, 2006    | 104 км       | 29                 | 108 мин      |
| S 33  | Брухзаль <> Гермерсхайм                               | 60 мин                  | 60 мин        | 60 мин        | 2011          | 32 км        | 11                 | 30 мин       |
| S 39  | Мангейм-Вальдхоф <> Мангейм (<> Карлсруэ)             | -                       | X             | X             | 2019          | 7 км (79 км) | 3 (20)             | 7 мин        |
| S 4   | Гермерсхайм <> Брухзаль                               | Вне часов пик: 60 мин   | 60 мин        | 60 мин        | 2003, 2006    | 83 км        | 27                 | 91 мин       |
| S 4   | Людвигсхафен BASF Nord <> Гермерсхайм                 | -                       | X             | X             | 2018          | 38 км        | 15                 | 50 мин       |
| S 44  | Людвигсхафен BASF Nord <> Людвигсхафен                | 60 мин                  | X             | X             | 2018          | 5 км         | 4                  | 11 мин       |
| S 5   | Гейдельберг <> Зинсхайм <> Эппинген (<> Бад Раппенау) | 30-60 мин               | 30-60 мин     | 60 мин        | 2009          | 43 км        | 19                 | 55 мин       |
| S 51  | Гейдельберг <> Меккесхайм <> Агластерхаузен           | 60 мин Часы пик: 30 мин | 60 мин        | 60 мин        | 2010          | 39 км        | 16                 | 50 мин       |
| S 6   | Бенсхайм <> Мангейм <> Майнц (> Висбаден)             | 30-60 мин               | 30-60 мин     | 30-60 мин     | 2018          | 108 км       | 31                 | 124 мин      |
| S 7   | Хоккенхайм <> Гейдельберг                             | Одна пара поездов       | X             | X             | 2022          |              | 6                  | 26 мин       |
| S 8   | Мангейм <> Библис                                     | Одиночный поезд         | X             | X             | 2022          | 28 км        | 7                  | 36 мин       |
| S 9   | Карлсруэ <> Мангейм <> Грос-Рорхайм                   | 30-60 мин               | 30-60 мин     | 30-60 мин     | 2020          | 89 км        | 23                 | 87 мин       |

## История создания
В 1973 году Deutsche Bundesbahn, Deutsche Bundespost и города Мангейм, Людвигсхафен и Гейдельберг основали местное транспортное сообщество Рейн-Неккар (нем. Nahverkehrsgemeinschaft Rhein-Neckar) с целью реализации концепции S-Bahn в регионе Рейн-Неккар. Благодаря реализации общей концепции S-Bahn Rhein-Neckar различные районы региона получат лучшее транспортное сообщение. На тот момент, начало эксплуатации ожидалось в 1977 году.
После того, как планирование несколько раз откладывалось из-за ряда причин: технико-экономических обоснований с довольно отрицательными результатами, объединения Германии и реформы железных дорог — федеральные земли Рейнланд-Пфальц, Баден-Вюртемберг и Гессен, Deutsche Bahn и транспортная ассоциация региона Рейн-Неккар подписали в марте 1996 года контракт на строительство и финансирование эксплуатации S-Bahn. С того времени сеть S-Bahn Rhein-Neckar была значительно расширена.

## Подвижной состав

### Серия 425 «S-Bahn Rhein-Neckar» (DB-Baureihe 425)

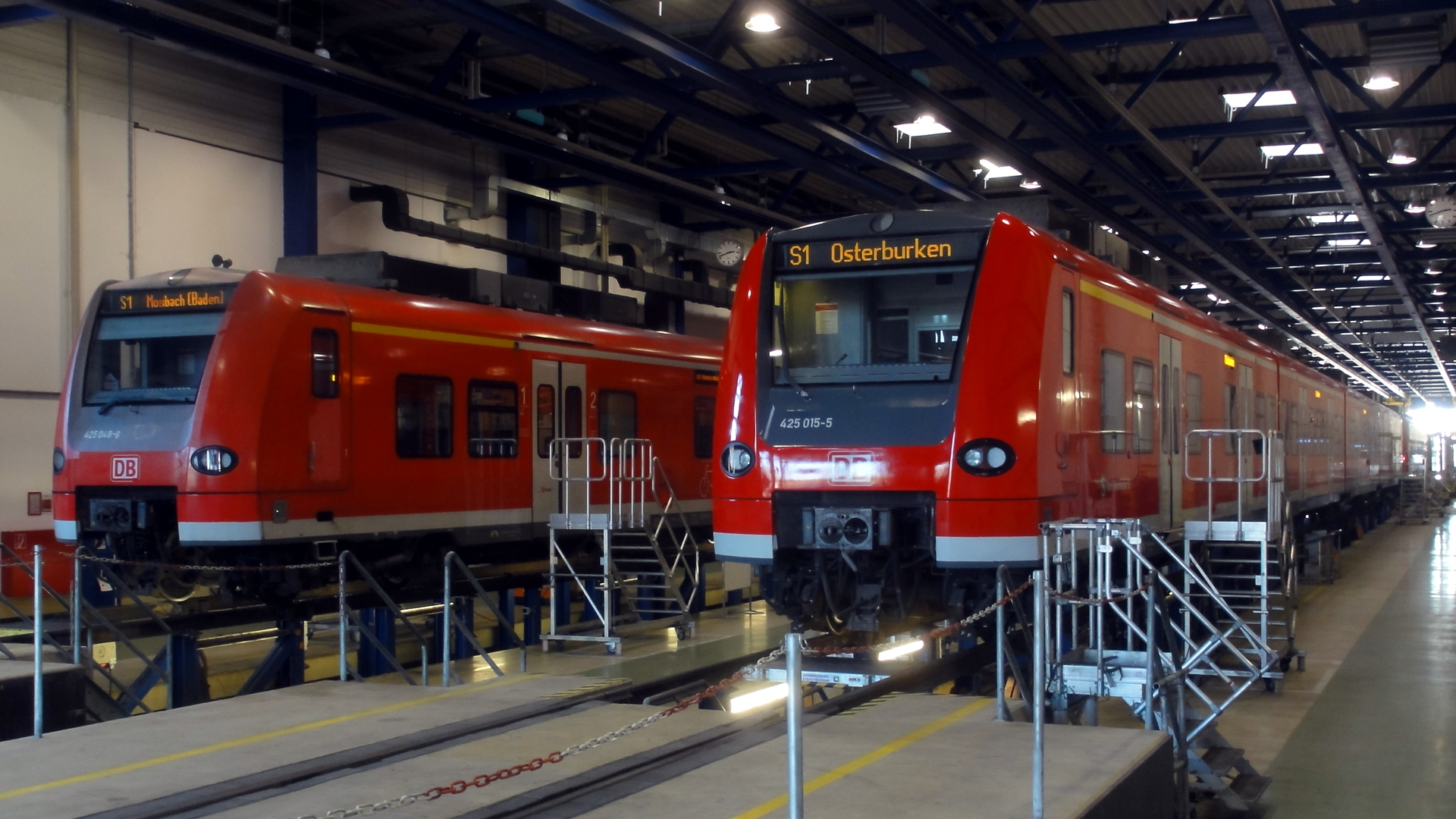
Поезда серии 425, прошедшие модернизацию в Людвигсхафене

С запуском сети S-Bahn Rhein-Neckar в 2003 году на линиях использовались поезда 425-й серии (DB-Baureihe 425). Эти поезда состоят из 4-х вагонов, оснащены туалетом и имеют по две двери на вагон. Высота пола поезда — 780 мм.
С ростом пассажиропотока и маршрутной сети системы, возникла дополнительная потребность в подвижном составе. С октября 2015 года в дополнение к модернизации 40 используемых в сети S-Bahn поездов, был переоборудован еще 51 поезд, большая часть которых ранее использовалась на других региональных линиях Германии. Всего был модернизирован 91 поезд. Поезда в рамках модернизации получили складные подножки. Сиденья второго класса получили новую обивку с кожаными подголовниками, в первом классе сиденья полностью обиты натуральной кожей. Была установлена новая система информирования пассажиров . В поездах установлены 19-дюймовые экраны, на которых отображается информация о текущей поездке и возможностях пересадки. Кроме того, все поезда получили камеры наблюдения и USB-разъемы для зарядки. На данный момент, на большинсте маршрутов сети используются поезда серии 425.

### Серия 463 — Siemens Mireo

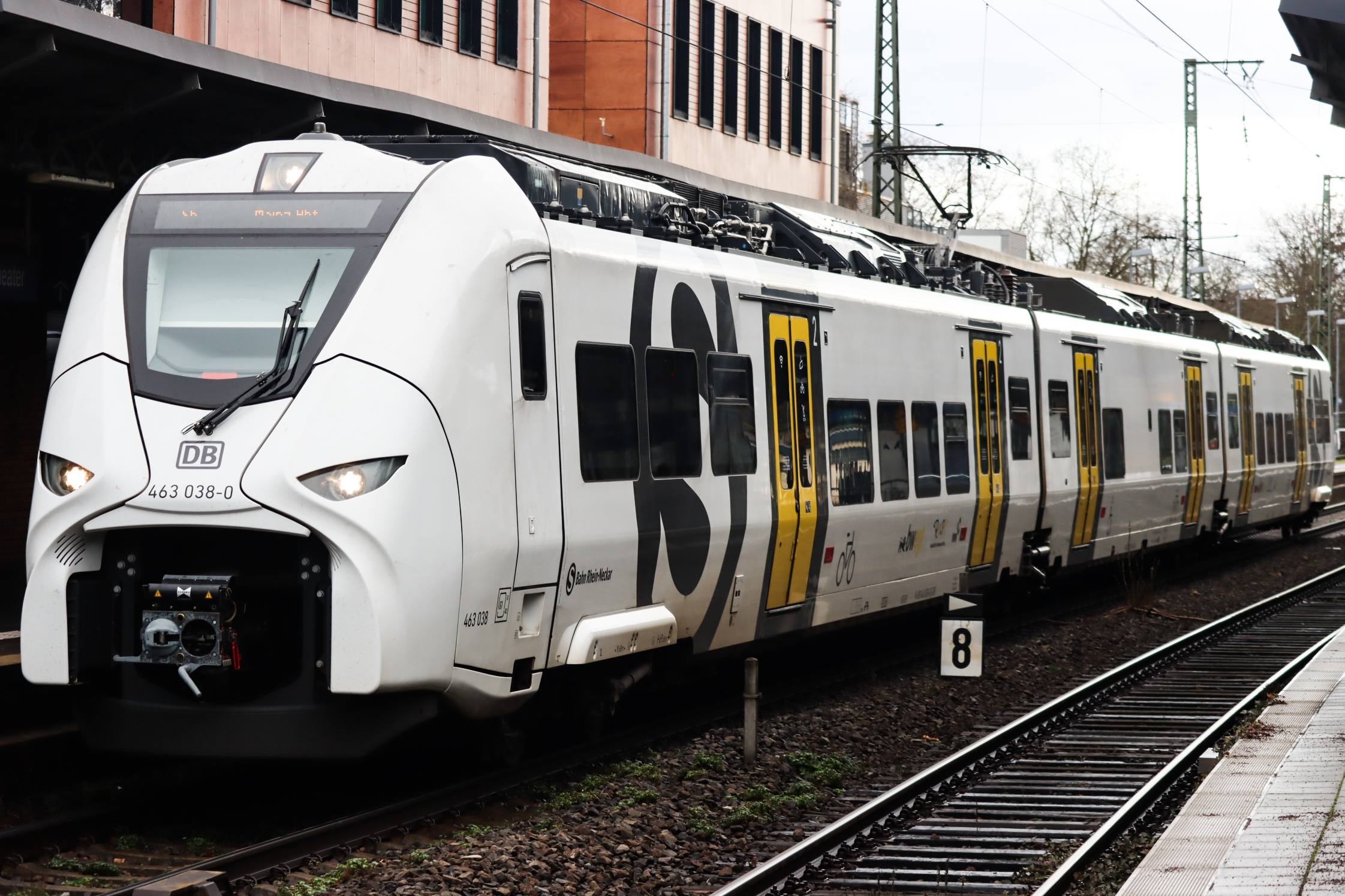
Поезд серии 463

В августе 2017 года, для использования на новых линиях S-Bahn, было заказано 57 трехвагонных поездов Siemens Mireo. Поезда длиной 70 метров имеют 200 посадочных мест, 26 мест для велосипедов и бесплатный Wi-Fi для пассажиров. Поезда серии 463 используются на маршрутах S5, S6, S8 и S9.